# Castelguglielmo
Castelguglielmo é uma comuna italiana da região do Vêneto, província de Rovigo, com cerca de 1.765 habitantes. Estende-se por uma área de 22 km², tendo uma densidade populacional de 80 hab/km². Faz fronteira com Bagnolo di Po, Canda, Fiesso Umbertiano, Lendinara, Pincara, San Bellino, Stienta.

## Demografia
| Variação demográfica do município entre 1861 e 2011                               |
|                                                                                   |
| Fonte: Istituto Nazionale di Statistica (ISTAT) - Elaboração gráfica da Wikipedia |